# Thorbjørn Frydenlund
Thorbjørn Frydenlund (ur. 15 listopada 1892 w Oslo, zm. 13 lutego 1989 tamże) – norweski zapaśnik walczący w stylu klasycznym. Olimpijczyk ze Sztokholmu 1912, gdzie odpadł w pierwszej rundzie w wadze lekkiej do 67,5 kg.
Brat Richarda Frydenlunda, zapaśnika z igrzysk w Sztokholmie 1912 i Antwerpii 1920.

## Letnie Igrzyska Olimpijskie 1912
| Konkurencja                | Runda grupowa          | Klas. końcowa  |
| Konkurencja                | Przeciwnik I           | Miejsce        |
| -------------------------- | ---------------------- | -------------- |
| styl klasyczny, waga lekka | Viktor Fischer (AUT) P | pierwsza runda |